# مرگ مؤلف
مرگ مؤلف(۱۹۶۷) (به فرانسوی: La mort de l'auteur) مقاله‌ای از رولان بارت، منتقد ادبی و نظریه‌پرداز فرانسوی می‌باشد. این مقاله، روش سنتی نقد ادبی را که قصد نویسنده و تاریخچه زندگی وی را در  خوانش و تفسیر متن دخالت می‌دهد، به چالش می‌کشد و در عوض پیشنهاد می‌دهد که نویسنده یا پدیدآور از متن جدا باشد.

## محتوا
در این مقاله، بارت به مخالفت با روش معمول برای خوانش و نقد  آثار ادبی بر اساس جنبه‌های مختلف هویت و شخصیت نویسنده (مثلاً، عقاید سیاسی، شرایط تاریخی، محیطی، مذهبی، قومی، روان‌شناختی، یا سایر صفات و خصوصیات شخصی او) به کشف معنای نوشته‌ها می‌پردازد. در این نوع نقد، تجربه ها و سوگیری‌های نویسنده به عنوان نوعی «توضیح» قطعی و نهاییِ نوشته مورد استفاده قرار می‌گیرند. به عقیدهٔ بارت، این روشِ خواندن ظاهراً روشی شسته و رفته و آسان است اما در واقع پر ایراد و بدون تفکر و تأمل کافی است.
«اختصاص دادنِ یک نویسنده به یک نوشته»، و دادنِ یک تفسیر منفرد، مطابق و معادل با آن، یعنی «تحمیلِ‌ محدودیت به آن نوشته».
به این ترتیب، خواننده باید نوشتهٔ ادبی را از خالق آن جدا در نظر بگیرد تا بتواند نوشته را از استبدادِ تفسیری (interpretive tyranny) آزاد سازد. هر نوشته حاوی چندین لایه و معنا است. در لاتین، text (نوشته، متن) و textile (پارچه) هم ریشه هستند. بارت نوشته و پارچه را به هم تشبیه می‌کند و می‌گوید نوشته نوعی پارچه است که از نخ‌هایی به نام گفته‌ها بافته شده‌است. این گفته‌ها از تعداد بسیار زیاد یا غیرقابل شمارشی از مراکز فرهنگ (centers of culture) گرفته شده‌اند و نه از یک تجربهٔ منفرد که فقط یک بار اتفاق افتاده‌است. معنای اصلی یک کارِ ادبی (نوشته) به برداشتی که خواننده از آن دارد وابسته است نه به احساسات یا سلیقه‌های نویسنده. وحدت (یکپارچگیِ) نوشته در ریشه‌های آن (یعنی، نویسنده، خالق) نیست، بلکه در مقصد آن (خواننده) است.
اکنون که نویسنده دیگر مرکز توجه و تأثیرگذاری نیست، می‌توان گفت که به یک scriptor (مؤلف) تبدیل شده‌است (بارت از اصطلاح scriptor (مؤلف) به جای author (نویسنده) استفاده می‌کند تا پیوندِ حاکی از اقتدار بین اصطلاح author و authority را قطع کند. authority یعنی اقتدار، قدرت، دست بالا داشتن، تحکم. author نیز یعنی کسی که چیزی می‌نویسد و در نتیجه، بر خواننده غلبه دارد، عقیدهٔ خود را بر او تحمیل می‌کند، و در رابطهٔ نویسنده- خواننده، دست بالا را دارد. scriptor یعنی کسی که صرفاً می‌نویسد، مثل یک تایپیست، حروف چین، یا کاتب، که فقط می‌نویسد و با آنچه می‌نویسد پیوند فکری ندارد). به عقیدهٔ بارت، scriptor صرفاً باید بنویسد اما نباید نوشتهٔ خود را توضیح دهد. او هم‌زمان با نوشته به دنیا می‌آید. او قبل از نوشته وجود نداشته و بعد از آن نیز به وجود خود ادامه نخواهد داد. چنین نیست که نویسنده نوشته را روزها، هفته‌ها، یا سال‌ها پیش نوشته باشد. او آن را همین حالا نوشته‌است، همین لحظه‌ای که خواننده در حال خواندن آن است. هر بار که خواننده متن را دوباره می‌خواند، متن دوباره نوشته می‌شود. به عبارت دیگر، با هر بار خواندن و دوباره خواندن، متن نوشته و بازنویسی می‌شود، زیرا «ریشه» یا منبعِ معنا صرفاً و انحصاراً در «خودِ زبان» و تأثیری که بر خواننده می‌گذارد نهفته‌است. بارت پیوند بین نویسندگی (authorship) و اقتدار (authority) را قطع می‌کند و به این ترتیب، مرگِ مؤلف را رقم می‌زند.
در این مقاله، بارت شرایط ذاتاً کلامی ادبی
verbale de la littérature) را پایه و اساس نقد مدرن معرفی می‌کند. یعنی، از این پس ادبیات را به نویسنده‌ای که منبع و خاستگاه آن بوده‌است ربط نخواهیم داد، بلکه به خودِ زبان مرتبط خواهیم دانست. به گفتهٔ بارت، این زبان (کلام) است که حرف می‌زند، نه نویسنده. اگر نوشتارِ مدرن به معنای مرگ نویسنده است، به معنای تولد scripteur نیز است. scripteur مدرن هم‌زمان با متن متولد می‌شود، یعنی، همان لحظه‌ای که یک نفر کتاب یا مقاله را باز می‌کند تا بخواند. به این ترتیب، بارت اوضاع را معکوس می‌کند، طوری‌که متن یا نوشته دیگر محصول خلاقیت نویسنده نیست، بلکه خودش یک سازنده و خالق است. یک مثال بارز از این تواناییِ ادبیات، همان چیزی است که در زبان‌شناسی “performatif” (اجرایی، اجراکننده، نمایش دهنده) نامیده می‌شود. در نقطهٔ عطف این معکوس‌سازی، دیگر ادبیات (متن، نوشته، داستان، نمایشنامه) نیست که از زندگی تقلید می‌کند، بلکه زندگی است که از ادبیات تقلید می‌کند.
از این به بعد، بارت مفهوم author (نویسنده) را کنار می‌گذارد و همان‌طور که در بالا گفتیم، از مفهوم scripteur (مؤلف) استفاده می‌کند. ناپدید شدن author از صحنه و غیبت او از نوشتار باعث می‌شود مفهوم جدیدی از نوشتار ارائه شود و نوشتار به صورت نوعی فضا با ابعادی چندگانه در نظر آید که در آن، نوشتارهای متعدد و متنوع با هم جمع می‌شوند یا در تضاد هم و با هم مقایسه می‌شوند، نوشتارهایی که هیچ‌کدامشان اصلی و منبع متنی که پیش رو داریم نیستند. یعنی، متن پیش روی ما یکپارچه (textile) از گفتارهای مختلف است که از هزاران خاستگاه در درون فرهنگ به داخل متن راه پیدا کرده‌اند؛ بنابراین، نقش نویسنده این است که این نوشتارها را با هم ترکیب کند.
مرگ مؤلف به طور منطقی به مرگ منتقد منجر شده و خواننده جای منتقد را می‌گیرد. خواننده، در عمل، جایگاهی را اشغال می‌کند که در آنجا، نوشتارهای متنوع و متعدد گرد هم جمع می‌شوند و به یک واحد تبدیل می‌شوند. این وحدتِ یک متن در اصل و منبع آن (نویسنده) نیست، بلکه در مقصد آن (خواننده) قرار دارد.